# UNSCEAR
Komitet Naukowy ONZ ds. Skutków Promieniowania Atomowego (ang. United Nations Scientific Committee on the Effects of Atomic Radiation, UNSCEAR) – stały komitet ONZ powołany w celu monitorowania zmian poziomu promieniowania jonizującego na Ziemi. Powstał na mocy rezolucji Zgromadzenia Ogólnego ONZ z 1955 r., w latach, gdy zagrożenie konfliktem nuklearnym wydawało się bardzo duże, prowadzony był wyścig zbrojeń i dokonywano wielu prób z bronią jądrową. 
W Komitetu skład wchodzi obecnie 21 członków, od 1973 należy do niego również Polska. Co roku odbywają się spotkania naukowców – przedstawicieli członków Komitetu i przygotowywane są raporty dla Zgromadzenia Ogólnego ONZ.

## Zadania Komitetu
Do głównych zadań Komitetu należą:
- ocena zmian poziomu promieniowania jonizującego;
- ocena zagrożeń dla zdrowia ludzkiego i innych organizmów powodowanych tymi zmianami;

Co pewien czas publikowane są raporty naukowe, które są podstawą do tworzenia standardów ochrony przed promieniowaniem i opracowywania strategii dotyczących bezpieczeństwa jądrowego. Raport taki powstał np. po katastrofie w Czarnobylu. Komitet publikuje swoje raporty średnio raz na kilka lat.

## Delegaci Polski
Pełna lista wszystkich członków polskich delegacji do UNSCEAR (w kolejności alfabetycznej):
- Ludwik Dobrzyński
- Hanna Dzikiewicz-Sapiecha
- Krzysztof Fornalski
- Marek Janiak
- Jerzy Jankowski
- Zbigniew Jaworowski
- Dariusz Kluszczyński
- Marcin Kruszewski
- Julian Liniecki
- Paweł Olko
- Olgierd Rosiek
- Sławomir Sterliński
- Zbigniew Szot
- Irena Szumiel
- Michael Waligórski
- James Welsh (na zaproszenie)